# Kanton Chalindrey
 Chalindrey is een kanton van het Franse departement Haute-Marne. Het kanton maakt deel uit van het arrondissement  Langres.  

Het telt 10.805 inwoners in 2018.

Het kanton werd gevormd ingevolge het decreet van 17  februari 2014 met uitwerking op 22 maart 2015.

## Gemeenten
Het kanton Chalindrey omvat bij zijn oprichting volgende 45  gemeenten:
- Anrosey
- Arbigny-sous-Varennes
- Belmont
- Bize
- Champsevraine
- Celsoy
- Chalindrey
- Champigny-sous-Varennes
- Chaudenay
- Chézeaux
- Coiffy-le-Bas
- Culmont
- Farincourt
- Fayl-Billot
- Genevrières
- Gilley
- Grandchamp
- Grenant
- Guyonvelle
- Haute-Amance
- Heuilley-le-Grand
- Laferté-sur-Amance
- Les Loges
- Maizières-sur-Amance
- Noidant-Chatenoy
- Le Pailly
- Palaiseul
- Pierremont-sur-Amance
- Pisseloup
- Poinson-lès-Fayl
- Pressigny
- Rivières-le-Bois
- Rougeux
- Saint-Broingt-le-Bois
- Saint-Vallier-sur-Marne
- Saulles
- Savigny
- Soyers
- Torcenay
- Tornay
- Valleroy
- Varennes-sur-Amance
- Velles
- Violot
- Voncourt